# San Francisco Opera
Il San Francisco Opera è il teatro dell'opera della città di San Francisco negli Stati Uniti. Esso è il più importante teatro d'opera degli Stati Uniti dopo il Metropolitan Opera di New York.

## Il Teatro
Venne fondato nel 1923 dal direttore d'orchestra Gaetano Merola e venne inaugurato con una rappresentazione della Tosca di Giacomo Puccini il 15 ottobre 1932.
Il teatro si trova all'interno del War Memorial Opera House di San Francisco ed ha una stagione teatrale che dura tutto l'anno.
Il San Francisco Ballet ha fatto parte del San Francisco Opera dalla sua creazione nel 1933 fino al 1942, data nella quale avvenne la separazione definitiva fra le due istituzioni.